# كريس هولاند (لاعب كرة قدم)
كريس هولاند (بالإنجليزية: Chris Holland)‏ (11 سبتمبر 1975 في المملكة المتحدة - ) هو لاعب كرة قدم بريطاني في مركز الوسط. شارك مع منتخب إنجلترا تحت 21 سنة لكرة القدم. أما مع النوادي، فقد لعب مع برمنغهام سيتي وبريستون نورث إيند ونادي ساوثبورت ونيوكاسل يونايتد وهدرسفيلد تاون ونادي بارسكو وليه جنيسيس ‏ ونادي جيزيلي ‏ وفليتوود تاون ونادي بوسطن يونايتد.

## وصلات خارجية
- كريس هولاند على موقع قاعدة بيانات كرة القدم.إي يو (الإنجليزية)
- كريس هولاند على موقع Soccerbase.com (لاعب) (الإنجليزية)
- كريس هولاند على موقع عالم كرة القدم.نت (الإنجليزية)